# 屈旻潔
屈旻潔（1989年2月14日—），台灣女演員、主持人及歌手。
原喬傑立家族旗下女團七朵花的成員，主要作品包括《天國的嫁衣》、《愛情魔髮師》 ，2008年考入中國科技大學室內設計系，於2009年12月結束和喬傑立娛樂的合作關繫，於2013年7月將本名改爲藝名屈智瑄，現已淡出演藝界。

## 演出作品

### 電視劇
| 年份   | 頻道       | 劇名                         | 角色   |
| 2003年 | 公共電視台 | 《一顆子彈》                 | -      |
| 2004年 | 三立都會台 | 《天國的嫁衣》               | 辛琪琪 |
| 2005年 | 三立都會台 | 《住左邊住右邊之幸福小套房》 | 何小潔 |
| 2006年 | 三立都會台 | 《愛情魔髮師》               | 關瞳瞳 |
| 2008年 | 三立都會台 | 《波麗士大人》               | 陳惠靜 |
| 2010年 | -          | 《甜果樂園》                 | 何雅曼 |

### 主持
| 年份   | 頻道         | 劇名           |
| 2004年 | 中華電視公司 | 《鬥陣聚樂部》 |
| 2011年 | 公共電視台   | 《下課花路米》 |

## 相关新闻
- 七朵花成員現狀（页面存档备份，存于）
- 七朵花仔仔逝世！趙小僑、陳喬恩暖回應 小潔急回台（页面存档备份，存于）